# Таганрогский учительский институт
Таганрогский учительский институт — высшее учебное заведение, существовавшее в Таганроге с 1939 по 1955 год.

## История создания
Педагогическое образование в Таганроге начиналось в 1870 году с педагогического класса таганрогской Мариинской женской гимназии. В 1916 году в городе была открыта учительская семинария.  После установления в Таганроге советской власти,  в городе были открыты педагогические курсы по подготовке учителей. В июне 1920 года их окончило 24 человека. С 1926 по 1939 год в Таганроге существовал педагогический техникум.
Повсеместное создание учительских институтов в СССР было продиктовано успехами культурной революции 1920-1930 годов, когда была решена проблема ликвидации неграмотности и началось введение всеобщего 7-летнего образования. Наряду с педагогическими институтами в 1934 году в СССР организовывали 2-летние учительские институты для подготовки учителей неполных средних школ (5-7 классы).
В мае 1939 года Ростовский облисполком обратился в Совнарком РСФСР с ходатайством об открытии в Таганроге двухгодичного учительского института и просил сделать набор студентов уже на 1939-1940 учебный год в количестве 150 человек. Совнарком РСФСР удовлетворил это ходатайство, и 13 августа 1939 года Наркомат просвещения РСФСР издал приказ № 1243 о создании в Таганроге учительского института на базе Таганрогского педагогического училища им. Горького.
С 1939 по 1941 год институт располагался по адресу ул. Ленина 40, где с 1926 по 1940 год находилось педагогическое училище.

## Довоенный период
Институт был открыт с двумя отделениями: русского языка и литературы и историческим. Позже были созданы физико-математическое и естественно-географическое отделения. Институт начал свою работу в сентябре 1939 года и готовил учителей 5-7 классов для средних и неполных средних школ. До войны Таганрогский учительский институт успел сделать только один выпуск, причём дипломы этому выпуску выписывали уже после начала Великой Отечественной войны, 25-27 июня 1941 года.

## Послевоенный период
После освобождения Таганрога начал свою работу руководящий состав учительского института с 11 февраля 1944 года. Директором был назначен Владимир Дмитриевич Степенев, до войны руководивший средней школой № 15.
До 31 августа 1944 года институт не имел своего помещения и арендовал площади в здании школы № 12, которой ежемесячно выплачивал арендную плату в 1000 рублей. В конце августа 1944 года Таганрогский горисполком принял решение о передаче институту муниципального двухэтажного каменного здания по адресу Тургеневский переулок, 32. Здание было полуразрушенным и требовало восстановительного ремонта.
Закрыт Таганрогский учительский институт был распоряжением Совета министров РСФСР от 19 августа 1955 года. На его материальную базу был переведён упразднённый Новочеркасский педагогический институт. Новое учреждение стало именоваться Таганрогским государственным педагогическим институтом.